# Hatanpää
Hatanpää est le quartier numero 22 (finnois : Kaupunginosa XXII) de Tampere en Finlande.

## Description
Hatanpää est un quartier au sud du centre-ville en bordure du Pyhäjärvi.
Hatanpää est en fait une péninsule du Pyhäjärvi, laissant les eaux de Viinikanlahti au nord et Vihilahti au sud. La zone porte le nom du manoir de Hatanpää, dont les terrains entre Härmälä, Sääksjärvi et Nekala ont été achetés par la ville en 1913. 
Administrativement, le quartier appartient à la ville depuis 1920, officiellement c'est le XXIIème  arrondissement de Tampere.
Hatanpää compte de nombreux sites importants. Le manoir de Hatanpää, le parc de Hatanpää et l'arboretum de Hatanpää, l'hôpital de Hatanpää, l'école de Hatanpää et le lycée de Hatanpää, ainsi qu'un grand nombre de concessionnaires automobiles et d'industries.
La rue de Hatanpää part de Hämeenkatu mène directement au centre de Hatanpää, contournant la gare routière et Viinikanlahti.
Du côté orientale de la rue se trouvent des industries et des concessionnaires automobiles, du côté ouest et plus près du centre se trouvent de grands immeubles de bureaux et plus au sud se trouve un quartier résidentiel bordant le parc de Hatanpää. 
Plusieurs sociétés informatiques se sont implantées à Hatanpää dans d'anciens bâtiments Nokia et d'anciennes propriétés Sarvis. 
A proximité des immeubles de bureaux se trouve la station d'épuration de Viinika, qui provoque localement des nuisances olfactives. Toutefois, les nuisances olfactives n’affectent pas les zones résidentielles et les parcs.

## Galerie

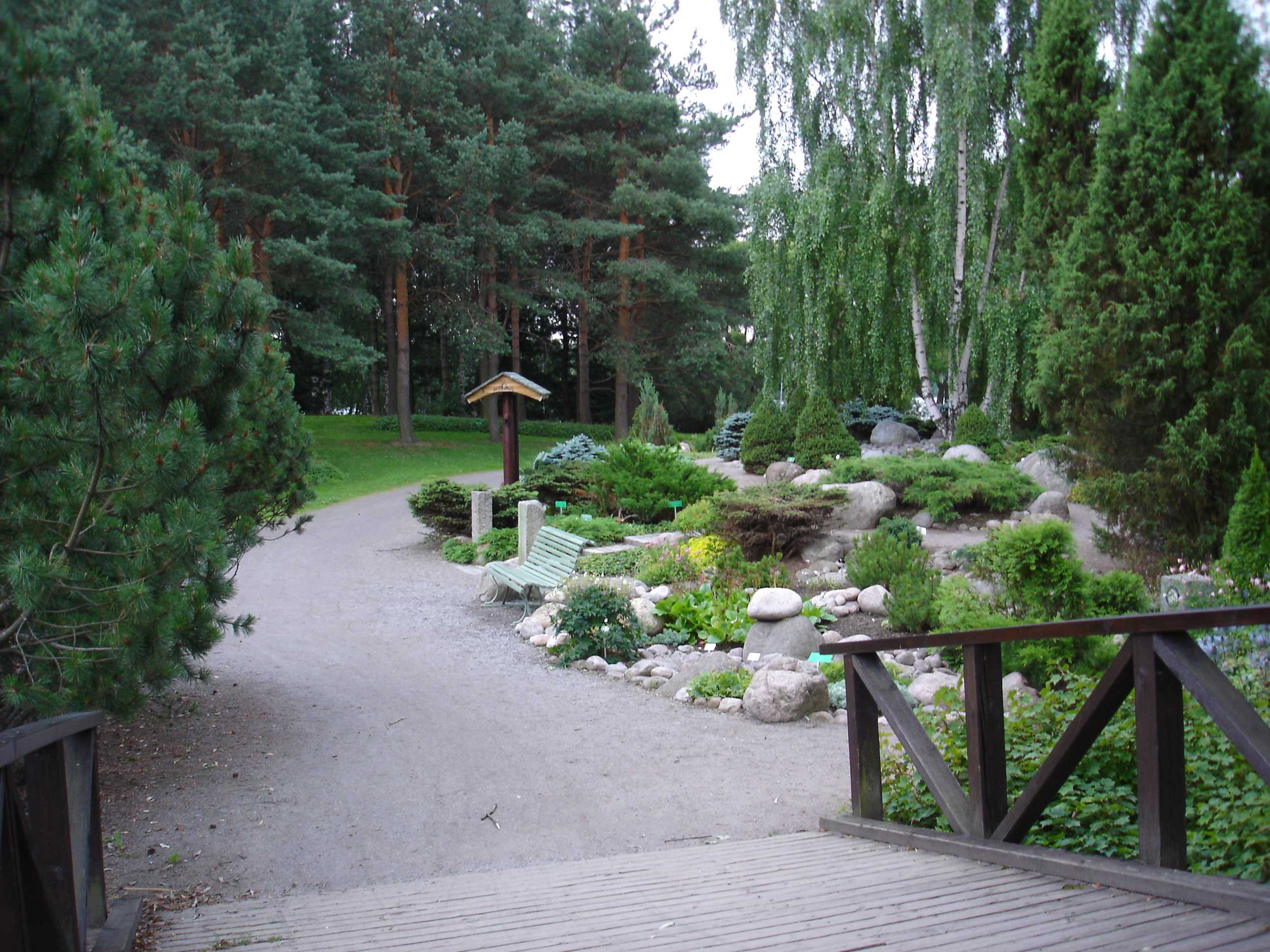
Arboretum de Hatanpää
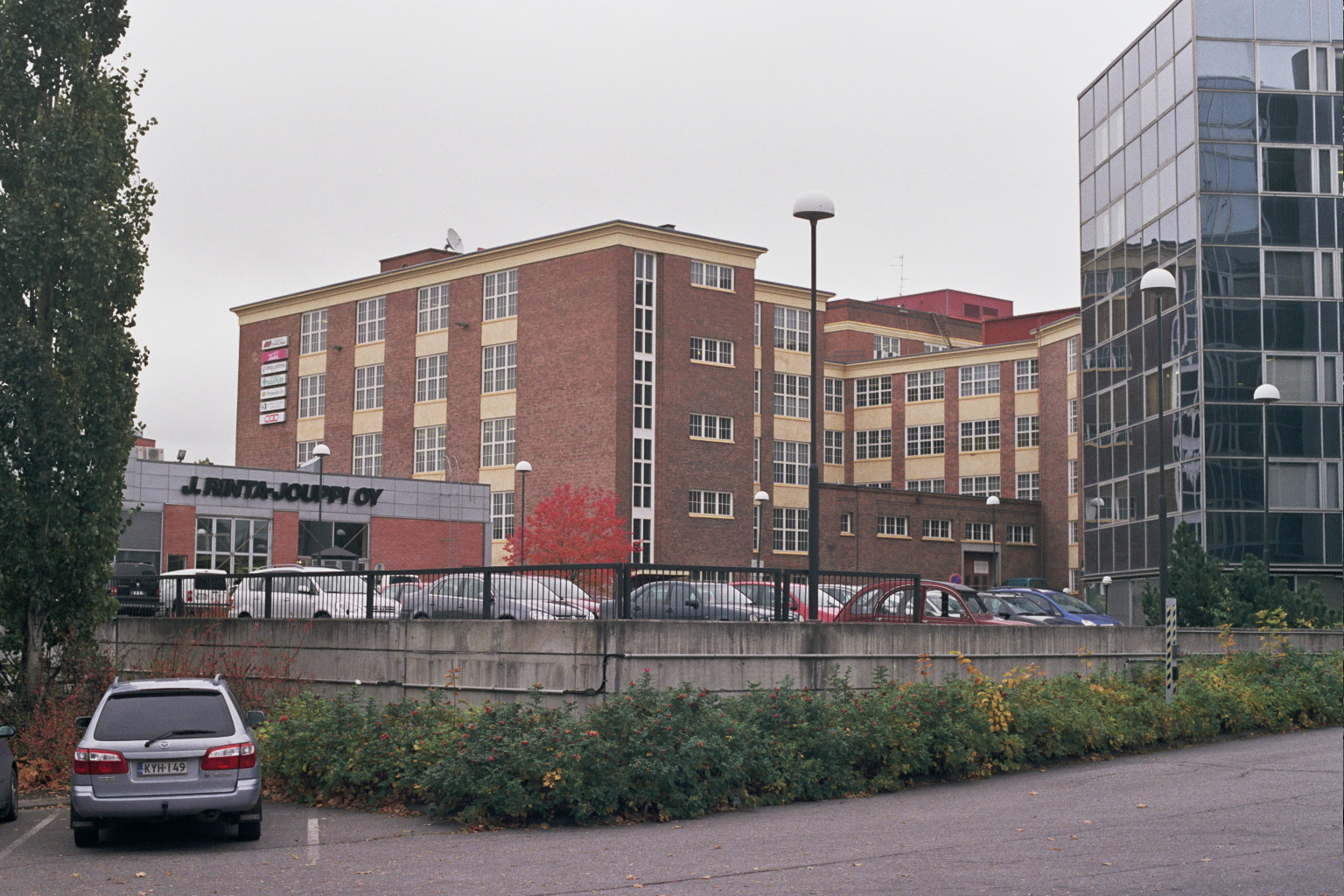
Maison de l'industrie
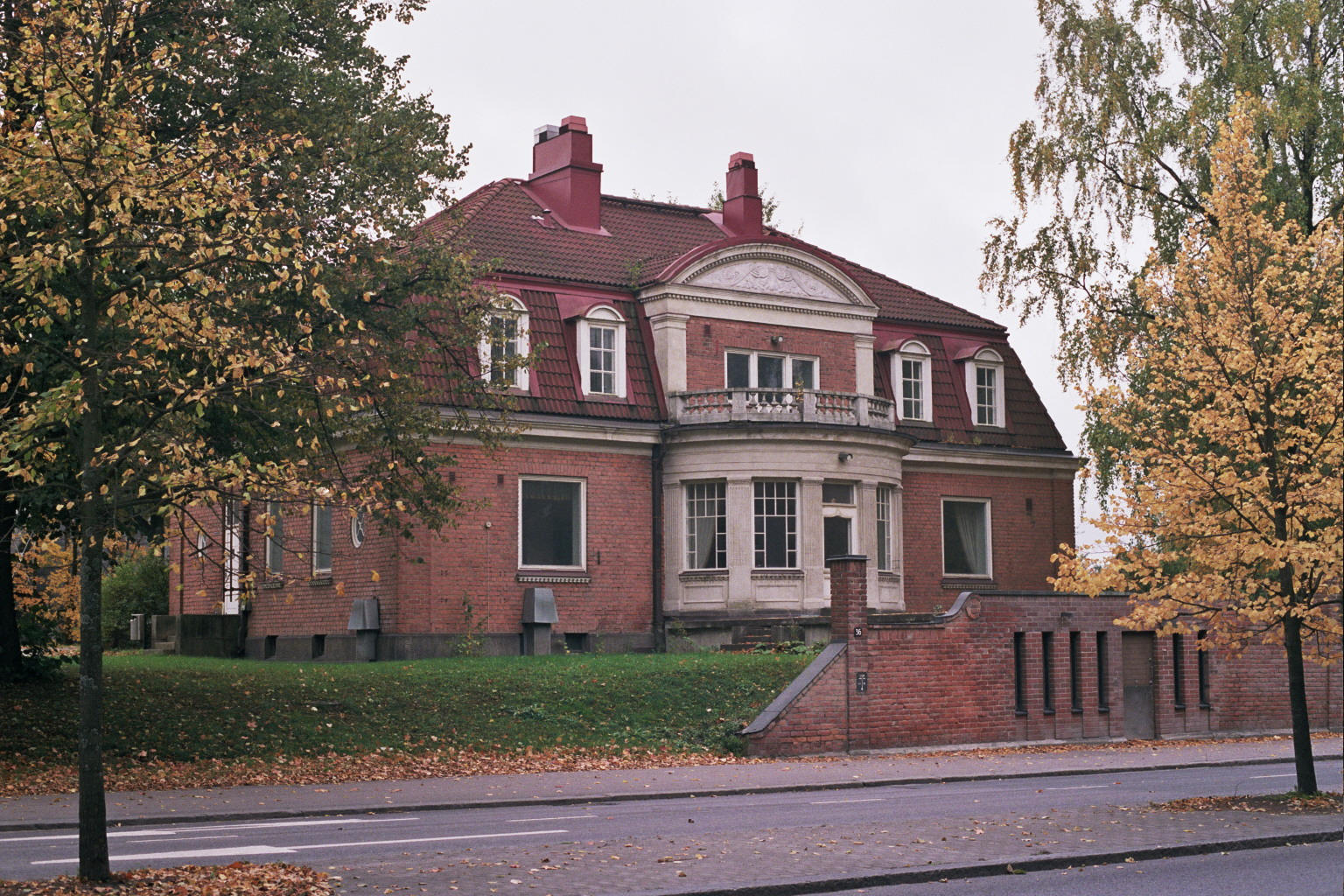
Valtatie 36 à Hatanpää
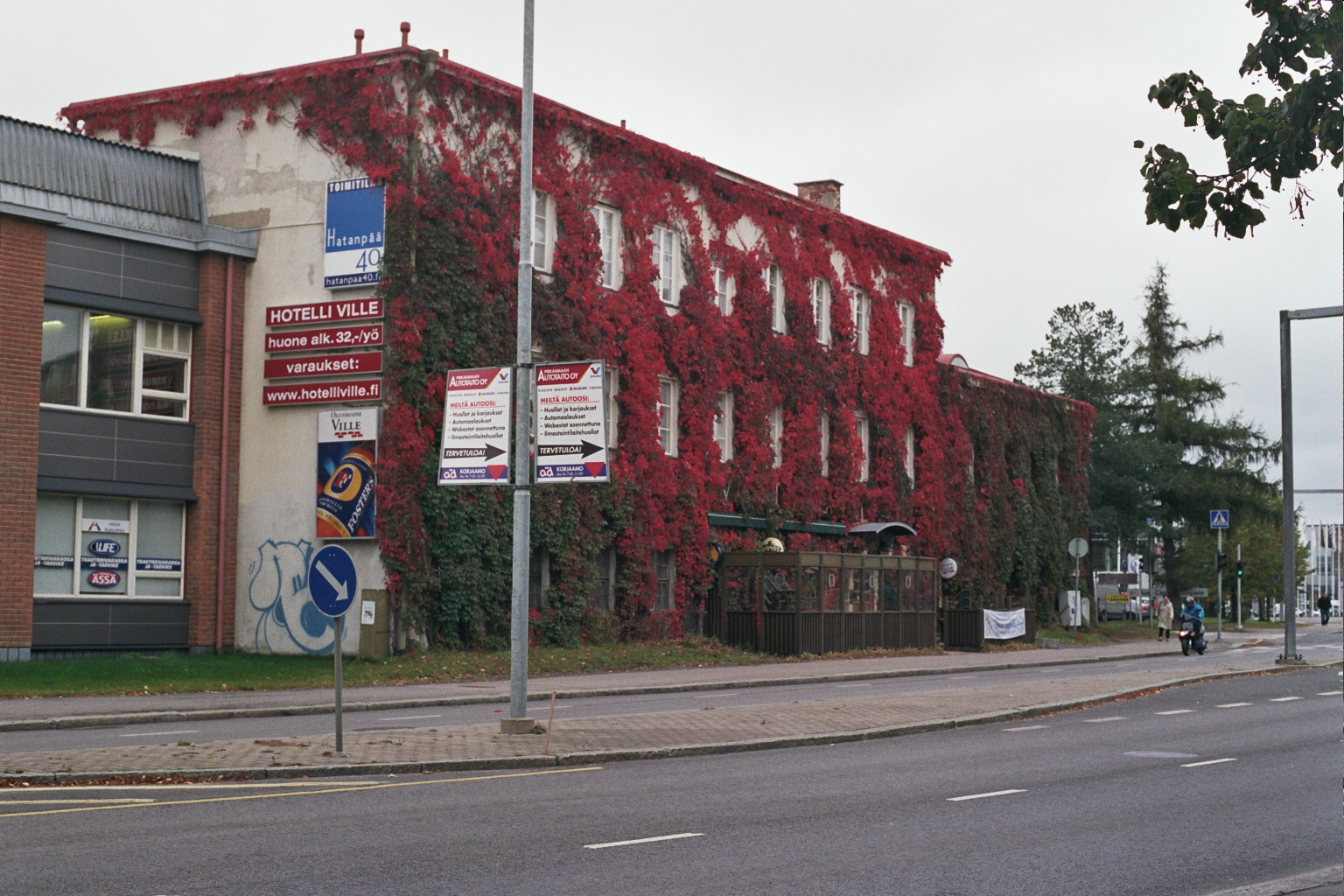
Hôtel "Ville"